# 觀測臺

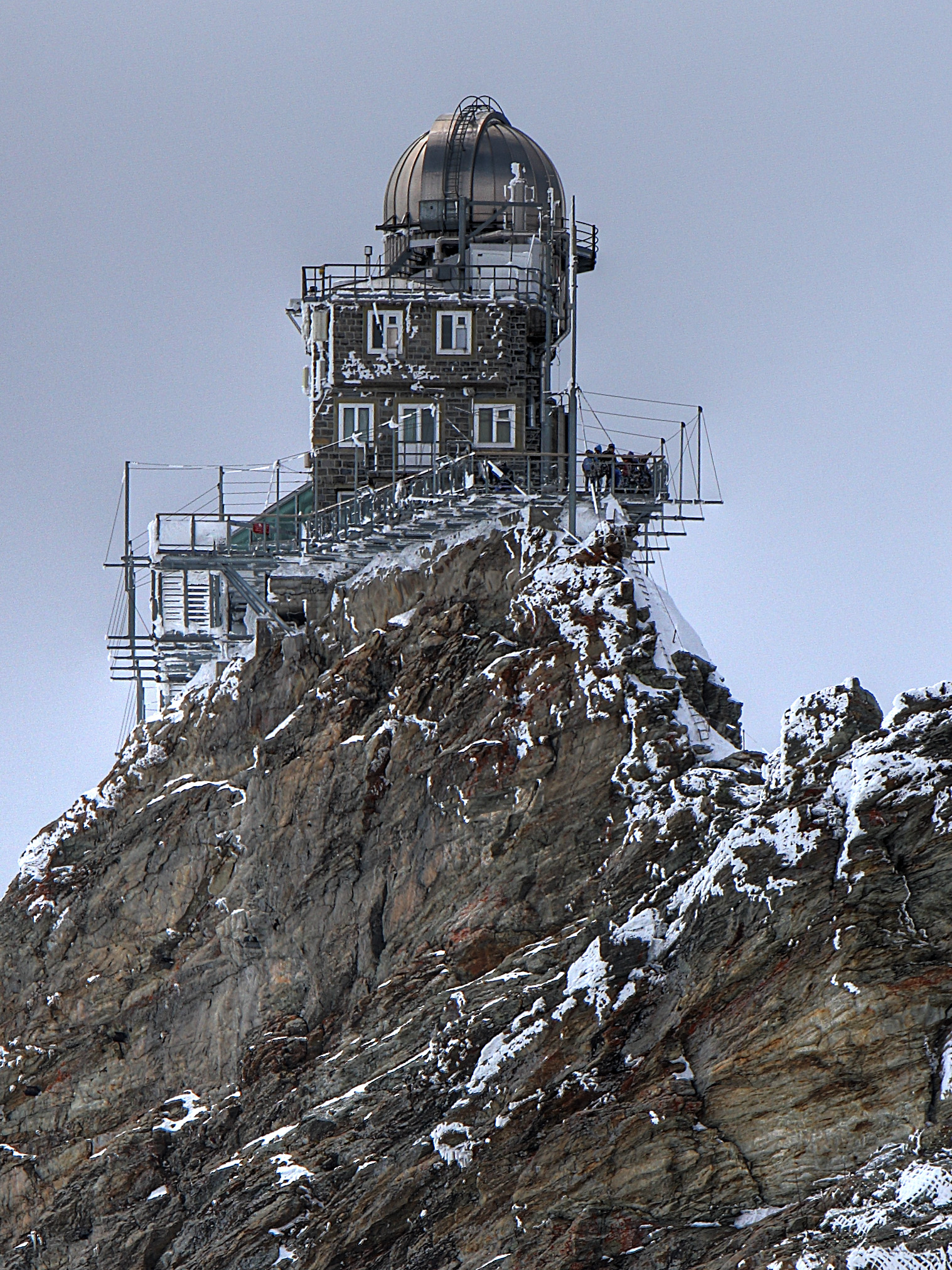
斯芬克斯天文台位在瑞士阿爾卑斯山脈上，海拔3,571 m

觀測臺（observatory）是觀測天文現象或是地貌的一個場所。像天文學、气候学/气象学、地质学、海洋学及火山学都是會用到 觀測臺的學科。以前的觀測臺很簡單，例如會包括一個用來量測恒星距離的六分儀，也可以用六分儀量測和天文現象有一些對正關係的巨石阵。

## 天文觀測站
天文觀測站也稱為天文台，常見是架設在地面的天文台，一般常建在山上或是光害較少的地區，也有架設在太空的太空望遠鏡、在飛機上的機載天文台，以及地下的觀測站。
天文觀測站多半以天文望遠鏡進行偵測，也有些天文觀測站是偵測其他波長的電磁波，甚至是其他基本粒子，例如建築在地下的神岡天文台就是偵測微中子。

### 地面天文台

智利的阿塔卡馬大型毫米波/亞毫米波陣列，海拔5,058 m

地面天文台位在地球的表面，是要觀測天文電磁波譜中的射頻及可见光頻段。大部份的光學望遠鏡都建在圓頂或是其他類似的結構中，目的是要保護天文觀測設備。天文台圓頂會有狹長型的開口，在要觀測時開啟，平常會關閉。大部份的天文台圓頂可以轉動，以便觀測天空的不同部份。若是射頻天文台，一般不會有圓頂。

## 火山觀測站
火山觀測站是觀測及研究火山的機構，最為人所知的有夏威夷火山观测站及Vesuvius Observatory。美國地質調查局的火山災害援助計劃（VDAP，Volcano Disaster Assistance Program）中有行動的火山觀測裝置，可以視需要布署。